# 弗朗基和本尼的餐廳
弗朗基和本尼的餐廳（英語：目前商標為 Frankie's）是一個意大利—美國主題的英國餐廳連鎖店，由餐廳集團經營。截至2020年2月，該餐廳全英國有236間分店。

## 歷史

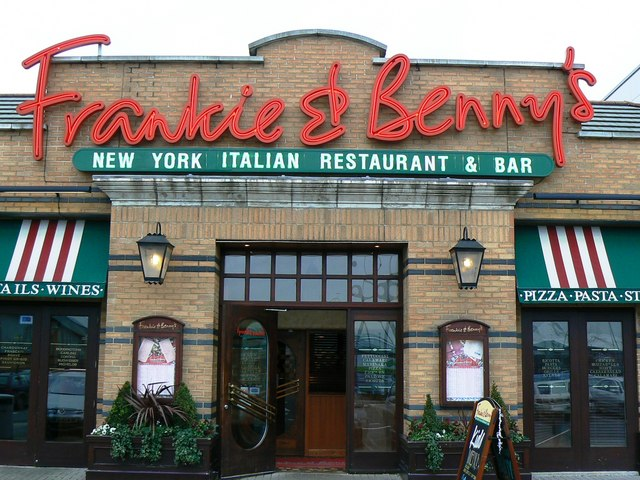
在斯温顿分店的典型Frankie & Benny's 入口

此餐廳的虛構起源可追溯至1924年，當時10歲的弗朗基· 詹朱利亚尼（Frankie Giuliani ）與其父母離開西西里搬去紐約市小意大利，搬到美國不到一年內，他們一家在當地開設餐廳，每人都幫手以同一方法建立和烹調美食。弗朗基在附近的高中就讀並與移民第三代的Benny成為莫逆之交。故事中Frankie和Benny在1953年接手經營餐廳，並在餐廳提供美國菜配傳統義大利菜。
餐廳集團在2017年1月嘗試重新塑造品牌。在2019年共有18家分店結業，2020年2月更宣佈在2021年底前會有更多分店結業。
2019年，據報虛擬餐廳品牌Birdbox和Stacks在戶戶送和Uber Eats提供弗朗基和本尼的餐廳外送服務，此外2020年1月並在餐牌中引入7項素食菜式。
2020年6月3日，由於2019冠状病毒，餐廳集團告訴員工大量分店在封城結束後不會繼續營業，多達120家分店會結業。
2021年10月，在集團先之宣佈會有大量餐廳結業的接近一年半約，餐廳品牌重新簡化命名為弗朗基的餐廳（Frankie's），希望能透過新品牌和更改菜單能吸引更多食客光顧。

## 外部連結
- 官網 （页面存档备份，存于）